# Художник

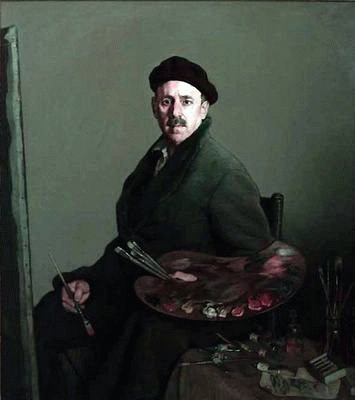
Автопортрет испанского художника Игнасио Сулоаги. 1931. Холст, масло. Лувр, Париж

Худо́жник, худо́жница (от праслав. *хǫdоgъ, из гот. handugs — «мудрый»; *гот. handаgs — «ловкий», от handus — «рука») — человек, занимающийся изобразительным искусством. 
Эти словом, однако, часто называют также человека, который работает не только в области изобразительного искусства, но и в иных видах художественного творчества; кроме того, в качестве метафоры, человека могут называть «художником своего дела» в любых областях творческой деятельности. По этой причине более приемлемы другие определения: «творческая личность, искусник, мастер, наделённый художественным дарованием и творческим воображением».

## Общая терминология
Следует различать понятия эстетической и художественной деятельности. М. С. Каган ещё в 1960-х годах на лекциях по эстетике пояснял различия областей эстетического и художественного сознания, рисуя мелом на доске схему из двух кругов, частично перекрывающих друг друга. В дальнейшем М. С. Каган уточнял подобные отношения в книгах «Человеческая деятельность» (1974), «Эстетика как философская наука» (1997), подчёркивая, что эти понятия нельзя принимать за синонимы либо расценивать художественное только как «высшее проявление эстетического». Художественное произведение может находиться в сфере эстетического лишь частично или совсем выходить за его пределы, а эстетическая деятельность, в свою очередь, — не совпадать с художественной. Так, например, собирание цветных камешков на берегу моря или расстановка мебели в комнате, развеска картин по стенам представляют собой эстетическую, но не художественную деятельность. Человек при этом, заботясь о красоте, не становится художником.
Уточнением служит то обстоятельство, что художественной мы называем творческую деятельность, призванную создавать не только эстетические ценности (красоту), но и художественные образы — «запечатления одного объекта в другом», создания новой целостности, обобщения по трём основным принципам:
- «Общее в единичном» („в капле воды художник видит море“)[5]
- «Объективное в субъективном» (чувственном)
- «Духовное в материальном»[6].

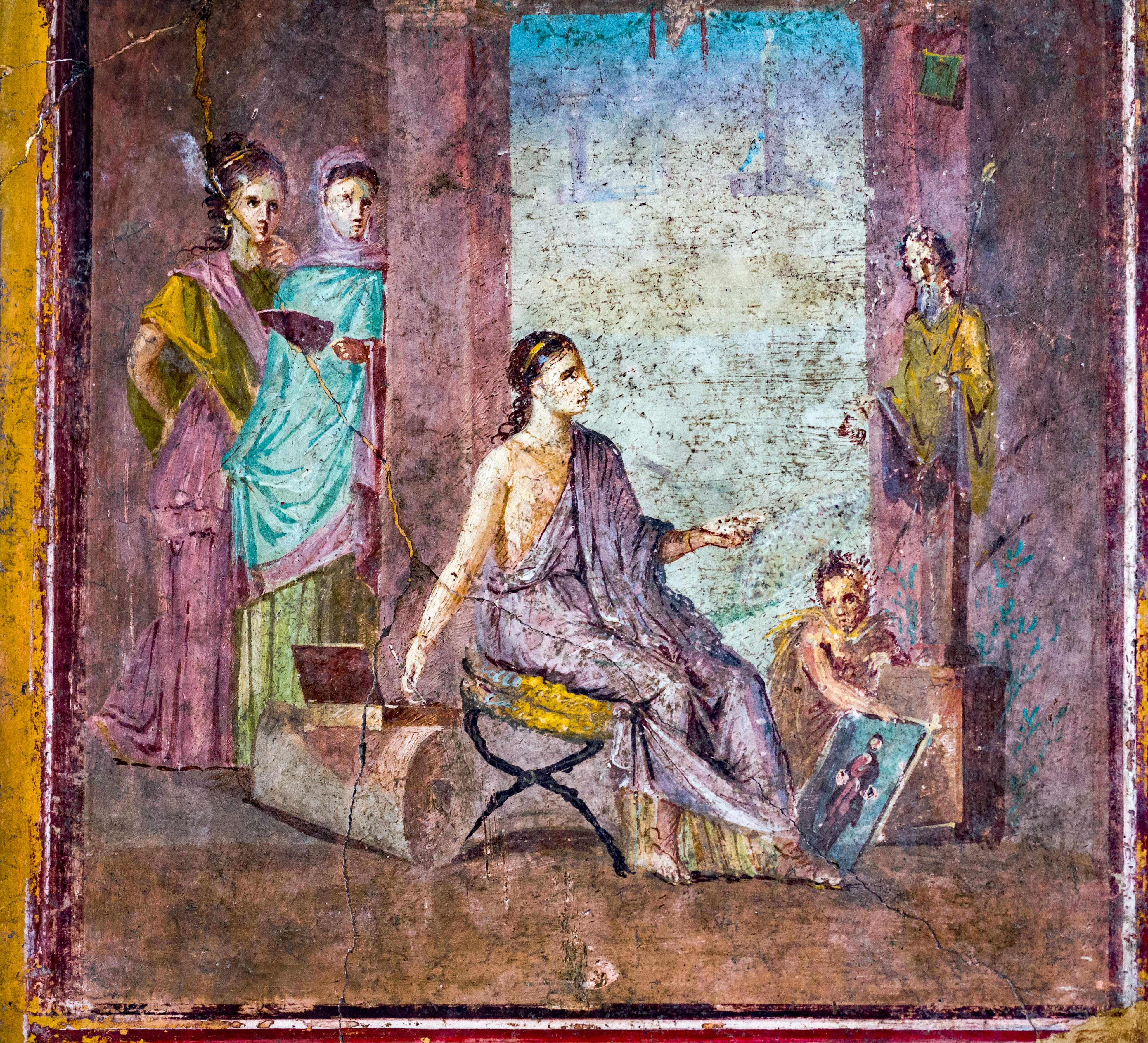
Женщина, рисующая статую Диониса или Приапа. Фреска из Помпей, I в. н. э. Национальный археологический музей, Неаполь

Художественный образ всегда конкретен, индивидуален (субъективен) и эмоционален. В искусной материальной работе — простом ремесле, образная модель, как правило, не возникает. Эстетическая деятельность не производит художественных образов, а только гармонизирует существующие в действительности объекты и их мыслительные модели; с помощью художественной деятельности — человек «удваивает себя в образной модели» и в материале того или иного вида искусства. Образное мышление «побуждает удвоить переживаемый объект так, чтобы в нём был запечатлён сам художник». В эстетическом сознании — ощущении и переживании красоты — человек как бы растворяется, обезличивается в переживаемом предмете; в художественном — активно вторгается в действительность. Поэтому не всякое изображение является эстетическими и художественным, художественное изображение может быть некрасиво, а эстетическое не обязательно художественно.
Специфика художественной деятельности человека заключается в целостном взаимодействии многих её составляющих.
Обычно выделяют четыре основных компонента:
- познавательную, или гносеологическую, деятельность;
- ценностно-ориентационную (эстетическую);
- творчески-созидательную (синергетическую);
- коммуникативную (деятельность общения).

Все они по отдельности характеризуют тот или иной род человеческой деятельности. Вместе обретают специфический предмет — художественное творчество, которое реализуется посредством определённых творческих методов, способов и технических приёмов в понятии «композиция».
В романских языках отсутствует лингвистическое и семантическое различение понятий «искусство» и «художество». Искусство, художество, умение, мастерство, артистизм обозначаются одинаково (англ., фр. art, итал. arte, нем. Kunst). Поэтому в западноевропейской эстетике сложились иные категориальные отношения, что особенно негативно отражается в теориях современного искусства. Например, понятие «арт-объект» может означать всё, что угодно: произведение изобразительного или неизобразительного искусства, дадаизма, инсталляции, боди-арт, реди-мейд, часто не обладающие ни эстетическими, ни художественными свойствами.
Наиболее ёмкое определение: «Художественное творчество — часть культуры, деятельность человека (мыслительная и материальная) по созданию художественных образов „очеловеченного мира“, в которых отражается высшая, духовная реальность». В православной традиции художником часто именуется Господь Бог.

## История
Первобытная изобразительная деятельность человека не была эстетической и художественной в современном смысле этих слов по причине синкретизма (неразделённости) изначальных функций: обрядовых, магических, познавательных, воспитательных, коммуникативных, созидательных (технических). Эстетические качества изображений также вырабатывались и осознавались намного позднее. Об этом убедительно свидетельствуют наскальные рисунки «натурального стиля первобытных охотников» и так называемый «натуральный макет зверя».
Даже в античности «искусство» ещё целостно, из него не выделяются ни эстетическая, ни собственно художественная, ни познавательная или «производственная» (техническая функции). Первым мифологическим художником считался Дедал, однако он был одновременно и скульптором, и литейщиком, и ремесленником-изобретателем. В Древнем Египте художники украшали гробницы и каменные дома, а ремесло художника было тесно связано с изготовлением красок. В Древнем Египте создание изображений считалось магическим действием, а художников почитали наравне с жрецами.
Древние греки под искусством понимали любую хорошо выполненную работу, ремесло. Не разделяя понятия материальной, эстетической и художественной ценности, обозначали её одним словом «techne». А. Ф. Лосев писал: «Древние вообще очень слабо расчленяли искусство и ремесло, а также искусство и умственную деятельность, науку или, как говорили греки, мудрость… Гомер не знает ни скульптуры, ни живописи» как самостоятельных видов искусства, но подробно описывает «разного рода художественные изделия… Изобразительное искусство у Гомера вполне тождественно с ремеслом, и нет никакой возможности провести здесь определённую границу между тем и другим».
Даже в классической Греции бог Аполлон покровительствовал всему комплексу «мусических» (позднее: изящных) и «технических искусств» (включая науку и ремёсла). И только постепенно от «мусического комплекса» отделялись «механические искусства», которым покровительствовали Афина и Гефест.
В Средние века иконописцы и фрескисты, например, Андрей Рублёв), согласно церковной традиции, отражали «запредельное», неизобразимую божественную сущность, и поэтому не в полной мере считались авторами своих произведений. Только в Италии в эпоху Возрождения стали интенсивно развиваться морфологические процессы самоопределения различных родов, видов, разновидностей и жанров искусства, становление личности свободного художника-творца, самостоятельно вступающего в деловые отношения с заказчиком. При этом утверждалось право художника на «сочинение историй». Но ещё долго главной оставалась миметическая (подражательная), а не композиционная функция изобразительного искусства. Формировалось «станко́вое» искусство, живопись и скульптура отделялись от пространства архитектуры и от технического ремесла: художники постепенно освобождались от зависимости ремесленного цеха.

## Особенности профессии

### Влияние конъюнктуры на художника

#### 2000-е годы
По мнению искусствоведа Н. О. Тамручи, к середине 2000-х годов большинство художников стало смотреть на рациональные коммерческие отношения, а создание совершенно некоммерческих вещей являлось редким неопределяющим явлением в их жизни. В том же интервью Наталья Тамручи утверждала, что случаи, когда художники могли равнодушно относиться к социальной среде, были в тот время крайне редки, так как «свободные художники являлись более зависимыми от денег и критиков, чем их коммерциализированные коллеги-ремесленники».
Иной точки зрения придерживался арт-менеджер и галерист Марат Гельман: в 2008 году он утверждал, что в то время, когда внешняя среда начинала сообщать, какое ей нужно искусство, современный художник сопротивлялся ей, хотя исторически художнику приходилось учитывать особенности политики и рынка.

#### 2010-е годы
В начале 2010-х годов арт-менеджер Виктор Мизиано считал, что художественная практика в России отражает в себе политическую ситуацию, поэтому она затребована либо как пропагандистский ресурс, либо как индустрия роскоши и развлечений. Куратор также выделил некоторые особенности того времени: например, отвечая на вопрос о том, пошёл ли кризис на пользу русскому искусству, Виктор Мизиано сказал, что не согласен с мыслью, что «развитие искусства так или иначе осуществляется исключительно через деньги».

### Комментарии
1. ↑  Например, у Василия Великого («Беседа 5», «Беседа 8»), у Григория Нисского («Слово на Святую Пасху»), в православном чине экзорцизма[10].